# Marco Boni (atleta)
Marco Boni (Camposampiero, 21 maggio 1984) è un astista e bobbista italiano, cinque volte sul podio ai campionati italiani assoluti di atletica leggera.
Il 4 marzo 2012 stabilisce il personale con 5,60 m, 6ª prestazione italiana di tutti i tempi indoor e minimo per i Campionati europei di atletica leggera 2012.

## Biografia
Pratica parecchi sport sin dalla prima infanzia: inizia infatti con il nuoto all'età di 4 anni e in prima elementare inizia a giocare a calcio, sport che continuerà a praticare fino al 1998, giocando prima nella squadra locale del suo paese, il Pionca, e poi nel Reschigliano. Nel frattempo inizia anche a praticare karate, arrivando al grado di cintura marrone e si classifica terzo al trofeo del Triveneto nel 1995, partecipando anche ai campionati nazionali a Montecatini nel 1996. Pratica inoltre pallavolo per due anni e fa esperienze con altri sport come hockey su prato, judo, baseball e sci d'alpinismo (al quale affiancherà poi anche lo snowboard).
Nel 1998 passa all'atletica leggera, rivelandosi ostacolista (sui 110 metri ostacoli ottiene come miglior risultato un bronzo ai campionati italiani juniores nel 2003) e soprattutto buon saltatore con l'asta, specialità su cui in breve concentra la sua preparazione, vincendo nel 1999 i campionati regionali di categoria e partecipando lo stesso anno per la prima volta ai campionati italiani a Palermo. Nella stagione 2002/2003 si trasferisce in Michigan, dove continua la propria carriera atletica e ottiene il diploma alla Grand Blanc High School.
Ha rivestito la maglia della nazionale dell'Italia negli incontri internazionali di Gorizia (2002) e Nove (2003). Dal 2008 ha iniziato anche la carriera nel bob, venendo selezionato come frenatore con la squadra nazionale per la Coppa Europa. Partecipa a gare sia nel bob a 2 che nel bob a 4, tra cui le tappe a Winterberg, Altenberg, Sankt Moritz, Cesana, Innsbruck e Königssee.

## Bob

### Palmarès
2008
In questa stagione disputa tre gare di Coppa del Mondo di bob solo nel bob a due, ottenendo i seguenti risultati.
- 19º in Coppa del Mondo di bob, tappa di  Altenberg - bob a due.

2009
In questa stagione disputa nove gare di Coppa del Mondo di bob, ottenendo i seguenti miglior risultati nelle due specialità.
- 19º in Coppa del Mondo di bob, tappa di  Königssee - bob a due.
- 8º in Coppa del Mondo di bob, tappa di  Cesana - bob a quattro.[3]

2010
In questa stagione disputa una sola gara di Coppa del Mondo di bob solo nel bob a quattro, ottenendo il seguente risultato:
- 13º in Coppa del Mondo di bob, tappa di  Cesana - bob a quattro.

## Atletica leggera

### Palmarès
| Anno | Manifestazione | Sede     | Evento           | Risultato      | Prestazione | Note |
| ---- | -------------- | -------- | ---------------- | -------------- | ----------- | ---- |
| 2012 | Europei        | Helsinki | Salto con l'asta | Qualificazione | nm          |      |

### Campionati nazionali
2007
- 4º ai Campionati italiani assoluti di atletica leggera, Padova (5,10 m)

2008
- Bronzo Campionati italiani assoluti di atletica leggera, Cagliari (5,00 m)

2009
- Argento Campionati italiani assoluti di atletica leggera, Milano 1º agosto (5,40 m)

2010
- Argento Campionati italiani assoluti di atletica leggera indoor, Ancona 27 febbraio (5,30 m)

2011
- Bronzo Campionati italiani assoluti di atletica leggera (5,20 m)

2012
- Bronzo Campionati italiani assoluti di atletica leggera indoor, Ancona 25 febbraio (5,50 m) [4]

2015
- Bronzo Campionati italiani assoluti di atletica leggera (5,20 m)

#### A livello giovanile e societari
1998
- 6° Campionati italiani cadetti, Palermo (3,20 m)

1999
- 1° Campionati italiani cadetti, Cesenatico (3,65 m)

2000
- 1° Campionati italiani allievi, 24/09/01 Viareggio (4m30)

2001
- 1° Campionati italiani allievi 2002, Fano (4,20 m)

2002
- 2° Campionati italiani juniores 2002, 15/06/03 Milano (4,50 m)

2003
- 1° Campionati italiani juniores 2003, Grosseto, 13-14-15 giugno 2003 (4,80 m)
- 5° Campionati italiani assoluti, Rieti, 1-2 agosto 2003 (4,80 m)
- 2° Campionati italiani di società assoluti – Finale nazionale A, Milano 27-28 giugno 2003 (4,80 m)
- 1° Campionati italiani juniores INDOOR Ancona, 1-2 febbraio 2003 (4,40 m)
- 8° Campionati italiani assoluti INDOOR Genova, 1-2 marzo 2003 (4,80 m)
- 3° Campionati italiani juniores 2003, Grosseto, 13-14-15 giugno 2003 110Hs (15"00)

2004
- 2° Campionati di Società giovanili Finale Nazionale serie A, Fano 2-3 ottobre 2004 (4,60 m)
- 1° Campionati italiani juniores 2003 (Rieti)
- 1° Campionati italiani di società junior/promesse S. Giorgio su Legnano, MI (4,80 m)
- 2° Campionati italiani di società junior/promesse S. Giorgio su Legnano, MI nei 110Hs (15"02)

2005
- 1° Campionati italiani promesse

2006
- 1° Campionati italiani promesse

2007
- 1° Campionati italiani universitari, Jesolo (5,00 m)

2008
- 1° Campionati nazionali universitari, Pisa (5,10 m)

2009
- 2° Campionati italiani di società finale A oro, Caorle (VE), 25 settembre (5,10 m)
- 2° Campionati nazionali Universitari, Lignano Sabbiadoro (5,10 m)

#### Altri campionati nazionali
L'atleta, nel periodo in cui ha vissuto negli Stati Uniti, ha partecipato ad alcune manifestazioni nazionali a livello giovanile.
2002
- 11º ai Campionati nazionali indoor USA
- 8º ai Campionati Studenteschi Michigan